# 張志強 (ラグビー選手)
張 志強（ちょう しきょう、拼音: Zhāng Zhìqiáng、1974年12月15日 - ）は、中国山東省出身のラグビーユニオン選手。ポジションはスタンドオフ(SO)。

## 略歴
山東省淄博市出身。中国農業大学などを経て、2003-2004シーズンはイングランドプレミアシップのレスター・タイガースに所属した。帰国後再び中国農業大学のチームに所属。
北京当局きっての名選手であり、代表戦には常にその名を連ねる。またしばしば7人制ラグビーでも代表に招集されている。